# Monsieur Pointu
Monsieur Pointu ist ein kanadischer animierter Kurzfilm von André Leduc und Bernard Longpré aus dem Jahr 1975.

## Handlung
Hut, Schuhe, Geige und Geigenbogen erscheinen von allein auf der schwarzen Bildfläche und spielen. Ein clownähnlicher Mann kommt hinzu und will auf der Geige spielen. Immer wieder schmuggelt sich jedoch ein Schuh in seine Hand, der Geigenbogen hängt plötzlich kurz durch oder die Saiten werden länger. Auch die Geige macht sich hin und wieder selbständig und dreht sich von seiner Wange weg. Der Geiger bringt den Geigenbogen dazu, selbständig auf der Geige zu spielen.
Mitten im enthusiastischen Spiel des Geigers fliegt ihm die Geige weg und er versucht, das spielende Instrument einzufangen. Auch sein Hut bläst sich nun unregelmäßig auf seinem Kopf auf und fällt wieder in sich zusammen. In rascher Folge wechseln die Kopfbedeckungen des Geigers, dem schließlich erneut die Geige abhandenkommt. Er fängt sie ein. Es folgen Szenen mit dem Hut des Geigers, der sich zunächst zur Geigenmusik bewegen lässt, schließlich den Geiger umkreist und die Geige verfolgt. Hut, Geige und Geigenbogen verändern nun ihre Größe, die Geige zerfällt in ihre Einzelteile, wird vom Mann zusammengesetzt und öffnet und schließt sich. Verschiedene Geigen erscheinen, die Geige des Geigers wird zu einem Strauß Blumen, den der Geiger mit seinem Hut einfängt. Bald zerfällt der Geiger in Einzelteile, die Kleidung tanzt allein und am Ende erscheint der Geiger mit einem Geigenkörper und klappt sich schließlich in einen Geigenkasten zusammen. Der Kasten öffnet sich, der Geiger steigt heraus und verbeugt sich vor klatschendem Publikum.

## Produktion
Monsieur Pointu entstand als Pixilation, die Norman McLaren entwickelt und erstmals für seinen Kurzfilm Neighbours (1952) verwendet hatte. Dabei werden Realfilmaufnahmen ähnlich der Stop-Motion-Technik in Einzelbildschaltung realisiert.
Monsieur Pointu war eine Bühnenfigur des Québecer Geigers Paul Cormier, der auch im Film in der einzigen Rolle zu sehen ist und die Filmmusik beisteuerte.

## Auszeichnungen
Monsieur Pointu wurde 1976 für einen Oscar in der Kategorie „Bester animierter Kurzfilm“ nominiert, konnte sich jedoch nicht gegen Great durchsetzen.